# Dan Marino
Daniel Constantine "Dan" Marino Jr. (født 15. september 1961 i Pittsburgh, Pennsylvania, USA) er en pensioneret amerikansk footballspiller, der spillede hele sin karriere i NFL, fra 1983 til 1999, som quarterback for Miami Dolphins. På trods af, at han aldrig nåede at vinde Super Bowl, regnes Marino af mange som en af de bedste quarterbacks i ligaens historie.
Marino blev i ni af sine 17 sæsoner i NFL udtaget til Pro Bowl, ligaens All Star-kamp. I 1984 blev han desuden valgt til den bedste spiller i hele ligaen. 
En enkelt gang, i 1985 førte han Miami Dolphins frem til Super Bowl (XIX), hvor man dog blev besejret af San Francisco 49ers, anført af en anden quarterback-legende, Joe Montana.
Han spillede sig selv i filmene Ace Ventura: Pet Detective fra 1994 og Bad Boys II fra 2003.